# Оливье, Эжен
Эжен Оливье (фр. Eugène Olivier, 17 сентября 1881, Париж — 5 мая 1964, Париж) — французский медик, спортсмен-фехтовальщик и коллекционер.

## Биография

### Медицинская карьера
Был сыном акушера. Среднее образование получил в католическом колледже Станислас в Париже. Поскольку Эжен Оливье происходил из врачебной династии, а три поколения его предков были медиками, он тоже избрал медицинскую карьеру. Будучи интерном в парижской больнице Сент-Луи с 1901 года, учился у профессора Луи Омбредана основам хирургии и анестезии. До 1906 года учился в интернатуре и в течение этих лет установил дружеские отношения с будущим профессором Анри Мондором. В 1912 году возглавил ассистентскую хирургическую клинику на Медицинском факультете в Париже. Его диссертация по топографической анатомии и хирургии вилочковой железы удостоилась в 1913 году престижной Премии Годара, присуждаемой Медицинским факультетом Парижа и Академией медицины. Эта работа была одной из первых, посвященных хирургическому лечению этой железы внутренней секреции, сделанной на основе изучения анатомии.
Во время Первой мировой войны работал в центре костных болезней Мон-де-Oiseaux в Йере и реабилитационного и распределительного центра для марокканских снайперов в госпитале Святого Сальвадора. Стал кавалером ордена Почётного легиона по военному ведомству в 1919 году.
Получил звание доктора наук, а также доктора на Медицинском факультете (отдел анатомии) в 1923 году, после защиты диссертации о взаимосвязи между морфологией вилочковой железы и кровяным давлением. С 1923 по 1926 год практиковал в Лилле, а затем в Париже. Стал профессором без кафедры в 1934 году, руководителем отдела анатомии Медицинского факультета в 1939 году. С 1946 по 1952 году был профессором анатомии, работая вместе с профессором Анри Ровьером. Также с 1932 года был профессором анатомии в Институте физической культуры Парижского университета, а в 1942 году стал его директором. В 1939 г. стал офицером ордена Почётного легиона по ведомству Министерства национального образования. Судебный медицинский эксперт с 1927 года. Был членом Общества судебной медицины Парижа, а также председателем Французского общества истории медицины.
Опубликовал несколько медицинских учебников, наиболее важными из которых являются труды о остеологии человека (в соавторстве с доктором Дюфуром), анатомии головы и шеи, анатомии живота, анатомии грудной клетки. Именно эти анатомические труды и их популярность среди хирургов стали причиной его избрания членом Хирургической академии в 1953 году.

### Спортивная карьера
Эжен Оливье параллельно с медицинской практикой активно занимался фехтованием на мечах и шпагах. В 1905—1913 годах был членом сборной Франции. Отличался энергичным и наступательным стилем, фехтовал левой рукой. В 1908 году, выступая за команду Франции в фехтовании на шпагах, стал олимпийским чемпионом в командном первенстве. Также выиграл бронзовую медаль в личном зачете, победив британского спортсмена Роберта Монтгомери и уступив только своим товарищам по сборной Франции Гастону Алиберу и Александру Липпманну. Мог участвовать также в Олимпийских играх в Стокгольме в 1912 году, но, недовольный правилами, которые в то время применялись на соревнованиях, снялся с турнира за несколько дней до его начала.
Является одним из основателей и первым президентом Парижского университетского клуба, основанного 1 мая 1906 года. Под его руководством клуб получил первые стипендии, организовал первые подготовительные курсы и до 1912 года имел более чем 1 000 членов. Выиграл серебряную медаль на Международном чемпионате университетов в 1907 году, выступая с пурпурной нашивкой своего клуба на рукаве.

### Коллекционирование
Интересовался всем, что было связано с гербами, собрал обширную коллекцию книжных гербовых переплётов, что привело его к написанию и изданию в соавторстве с Жоржем Эрмалем и капитаном Р. Де Ротоном учебника для любителей французских гербовых переплётов в 30-ти томах (1924—1931). Параллельно он собрал коллекцию из более чем 25 000 экслибрисов. В 1944—1951 годах являлся президентом Французского общества геральдики и сфрагистики.
Он также был страстным коллекционером почтовых марок и почтовых штемпелей. Являлся президентом Филателистической академии с 1957 по 1964 год, инициировал выход журнала «Documents philatéliques» («Филателистические записки»). Был членом консультативной комиссии по почтовым маркам при Министерстве почты и телекоммуникаций, являлся кавалером Ордена Почтовых заслуг.
Кроме того, коллекционировал популярные картины, автографы, сигарные кольца и другие бумаги, не представляющие коммерческой ценности. Руководил Обществом старых бумаг с 1928 по 1962 год.
Имел большую коллекцию старых книг с автографами авторов, среди которых были Оноре де Бальзак и Виктор Гюго.

## Семья
Является отцом Жильбера Оливье, президента Французской спортивной федерации (ФСФ) в 1955—1965 годах и ректора Высшей школы экономических и коммерческих наук.